# Alfa Romeo 500
L’Alfa Romeo 500 è stato un autocarro prodotto dall'Alfa Romeo dal 1937 al 1945.

## Storia
Il modello, che era collocato a metà della gamma di autocarri offerta dall'Alfa Romeo, era caratterizzato dall'avere una linea piuttosto aerodinamica, che fu migliorata negli anni in cui fu in produzione. 
L'Alfa Romeo 500 venne anche utilizzato dal Regio Esercito durante la seconda guerra mondiale sotto la sigla di “500 DR”. È stato impiegato nella campagna di Russia e, in versione blindata, nella campagna dei Balcani. Il telaio del modello fu anche la base per la costruzione di autobus militari.
Dal 1937 al 1940 l'Alfa Romeo 500 venne utilizzato anche dai Vigili del Fuoco come autopompa o autocarro.

## Descrizione

"Autotreno comando" su Alfa Romeo 500RE

L'Alfa Romeo 500 era disponibile sia con motore diesel, a benzina ed a gas. Il propulsore Diesel erogava 75 CV di potenza. Il modello fu l'ultimo autocarro convenzionale prodotto dall'Alfa Romeo, dato che a partire dai primi anni quaranta la casa del biscione si concentrò sui modelli con cabina avanzata.
Il motore diesel F6M 313 a 6 cilindri con alesaggio di 100mm e corsa 130, per 6100 cm³; erogava 75 hp a 2000 giri/min ed era raffreddato ad acqua. Il consumo dichiarato di gasolio era di 21–26 kg per 10 0 km e quello di olio, compresi i cambi periodici, era di 800 g ogni 100 km.

## Versioni

### 500RE

Versione Autofficina della Regia Aeronautica

Versione per il Regio Esercito (come indica l'acronimo RE), raggiungeva una velocità massima di 45 km/h, era in grado di superare una pendenza massima di 27% ed aveva un'autonomia di 400 km a serbatoio pieno (circa 100 L). Venne testato nel 1939 sulle Alpi piemontesi, per poi essere adottato e prodotto tra il 1940 ed il 1943. Fu impiegato specialmente in Africa Settentrionale, in Russia ed in Francia, sia dal Regio Esercito che dalla Regia Aeronautica
Nel 1939 fu impiegato per la realizzazione dell'"Autotreno Comando", costituito da 12 Alfa Romeo 500RE e 3 rimorchi, carrozzati come ufficio mobile, posto radio, posto telefonico, generatore elettrico ed utilizzato dal Corpo di spedizione italiano in Russia.
Durante la guerra furono sviluppate una versione trasporto carburanti, in configurazione autotreno prodotto dalla Viberti, quella, rimasta a livello di prototipo, di un semicingolato, chiamata "Brevetto Locera" e quella autofficina per la Regia Aeronautica. Dopo l'armistizio fu requisito dai tedeschi ed impiegato dalla Wehrmacht come Lastkraftwagen 6,5 t Alfa-Romeo (i) Typ 800 R.E..

### 500DR
Versione autobus prodotta dal 1937 al 1940 ed impiegata dal Regio Esercito.